# Старотарновицкий замок
Старотарновицкий замок (пол. Zamek w Starych Tarnowicach) — замок в местности Старые Тарновицы, которая в настоящее время является частью города Тарновске-Гуры Силезского воеводства в Польше.

## История
Первая рыцарская усадьба в Старых Тарновицах была расположена возле приходского костела. На том месте до сих пор сохранился небольшой холм, который является остатком бывшего рыцарского укрепления — возможно, резиденции Адама де Тарновице — древнейшего известного жителя поселения, упомянутого в документах между 1310 и 1351 годами. Позже Тарновицами владел Свенчислав, придворный олесницкого князя Конрада II, который в 1369 году был назначен арбитром в споре о разделе Битомского княжества. Последние известные рыцари из Тарновиц — рыцарь Самбор, упомянутый в 1411 году, и Николай и Теодор Влодки герба Сулима, упомянутые в 1415 году.
Рыцарская усадьба существовала еще в XIV и XV веках, а в XVI веке вместо нее, на новом месте, был построен замок в стиле ренессанса с двором и клуатрами. Инициатором строительства нового замка вероятно был рыцарский род Влодков или Петр Врохем, который владел имением в 1525 году. В дальнейшем замок неоднократно перестраивали. Среди прочего, в процессе перестроек были замурованы клуатры, перестроен въездной коридор и увеличено северное крыло.
В 1820 году Готлиб фон Бюттнер продал замок графу Карлу Лазарю Генкелю фон Доннерсмарку из Сверклянца. Граф Гвидо Генкель фон Доннерсмак превратил тарновицкие имения, вместе с рэптецкими, в ординацию для своего младшего сына Крафта, который унаследовал их в 1916 году. Он не жил в замке, а вместо этого выбрал для своей усадьбы новый дворец, построенный вблизи Рэпт.
После Второй мировой войны замок был национализирован, он стал собственностью Польской народной республики. В течение следующих десятилетий он все больше приходил в упадок.

## Современность
В 2000 году владельцами замка стали Райнер и Кристина Смоложи, которые осуществили полную реновацию замка и его окрестностей. В замке был установлен ренессансный портал с датой 1545 год, происходящий из дворца в Плонине. Из того же дворца происходит беседка, установленная в замковом парке.
В конце 2010 года реновация была завершена. В июне 2011 году здесь был официально открыт Центр искусств и ремесел.

## Галерея

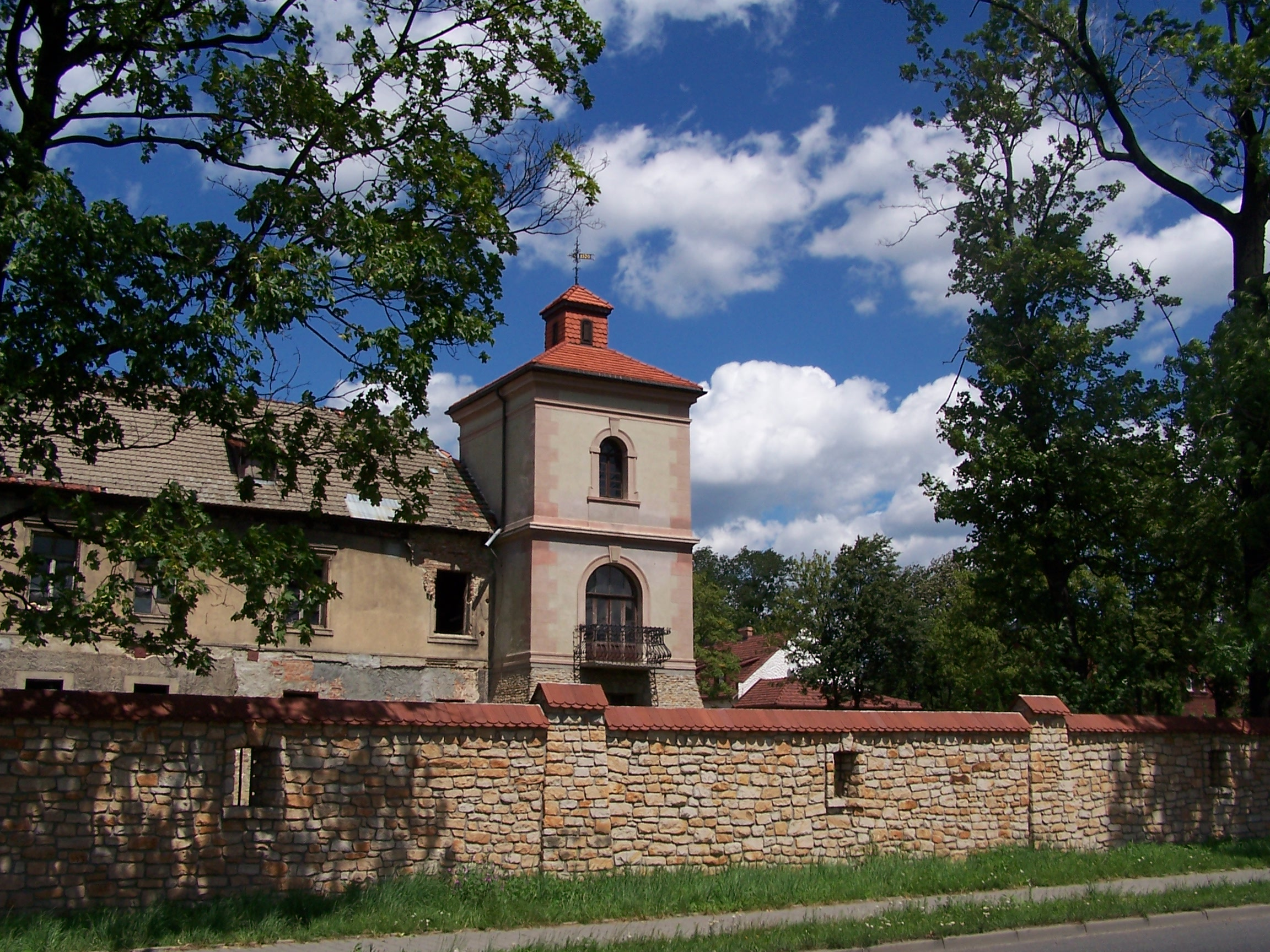
Вид замка
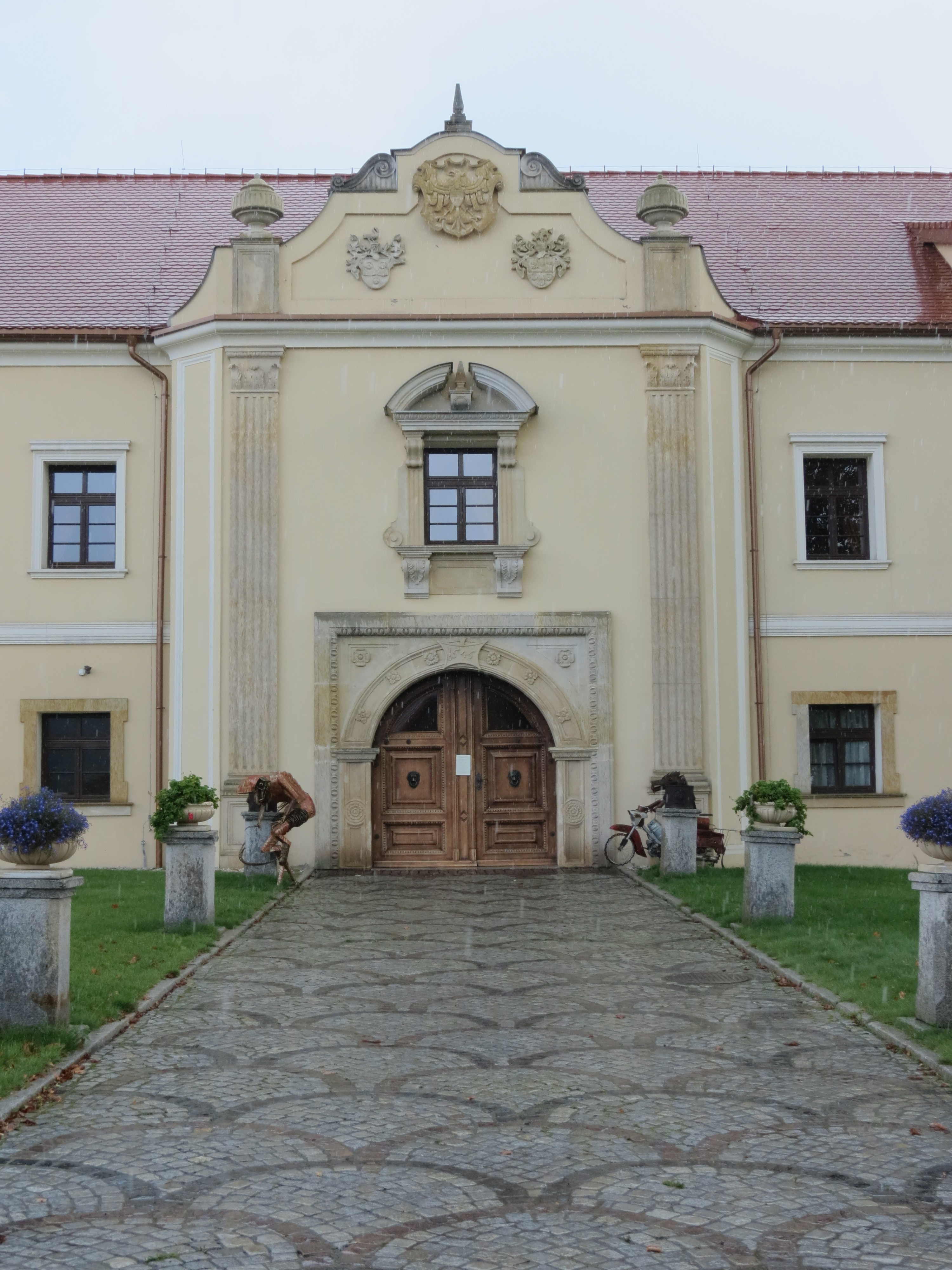
Западный вход в замок с ренессансным порталом из Плонинского дворца
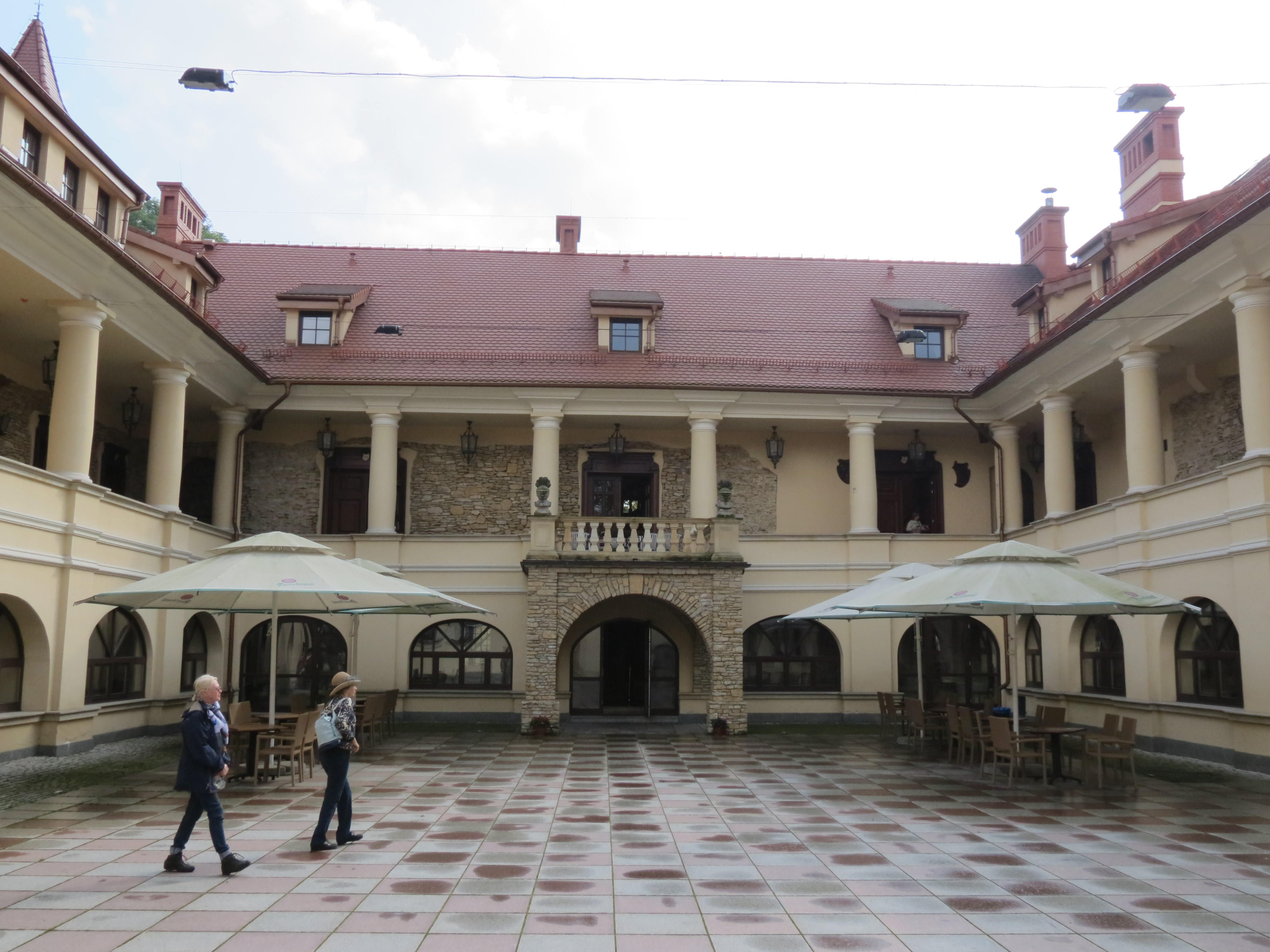
Двор замка
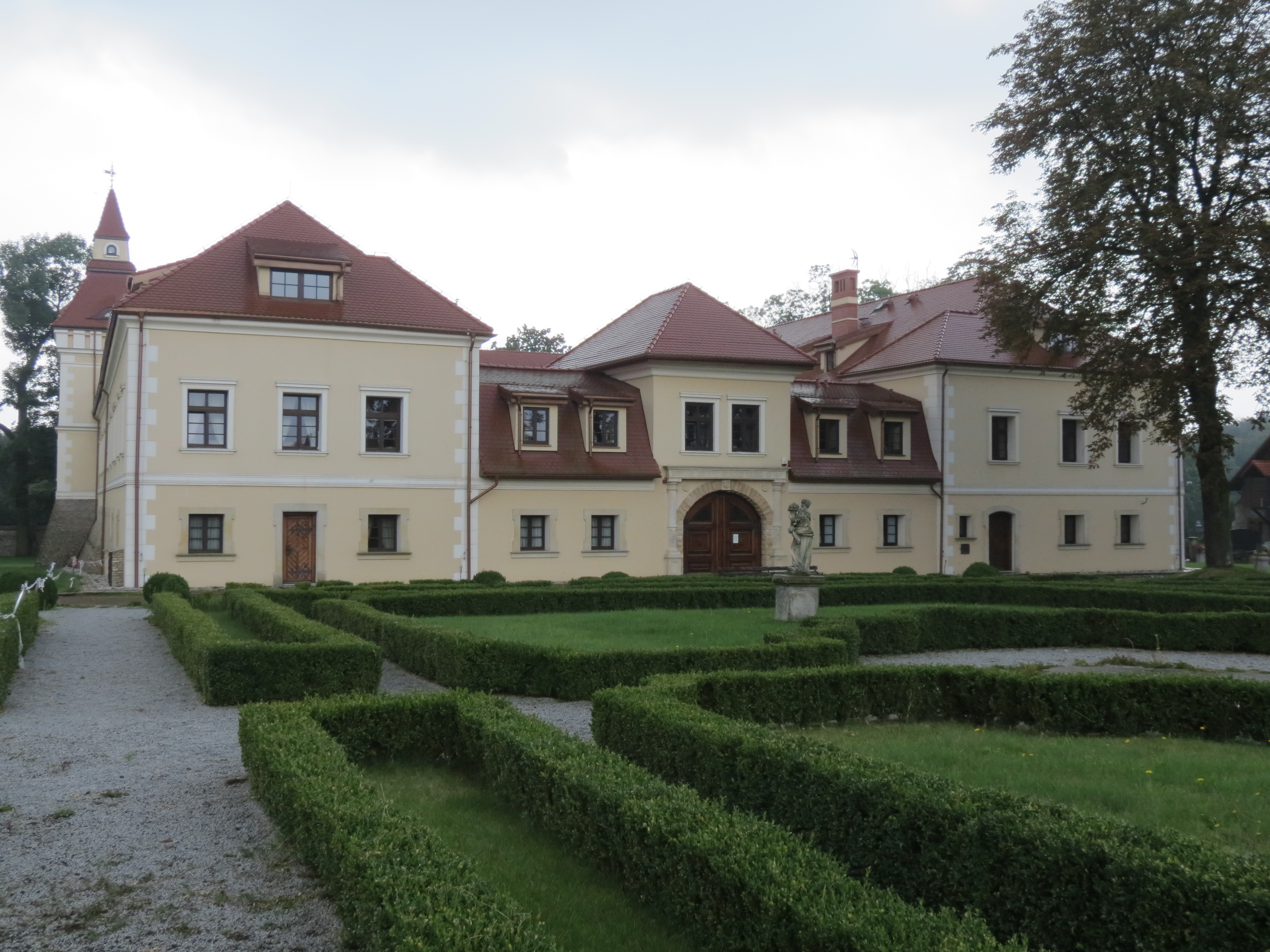
Северный фасад замка
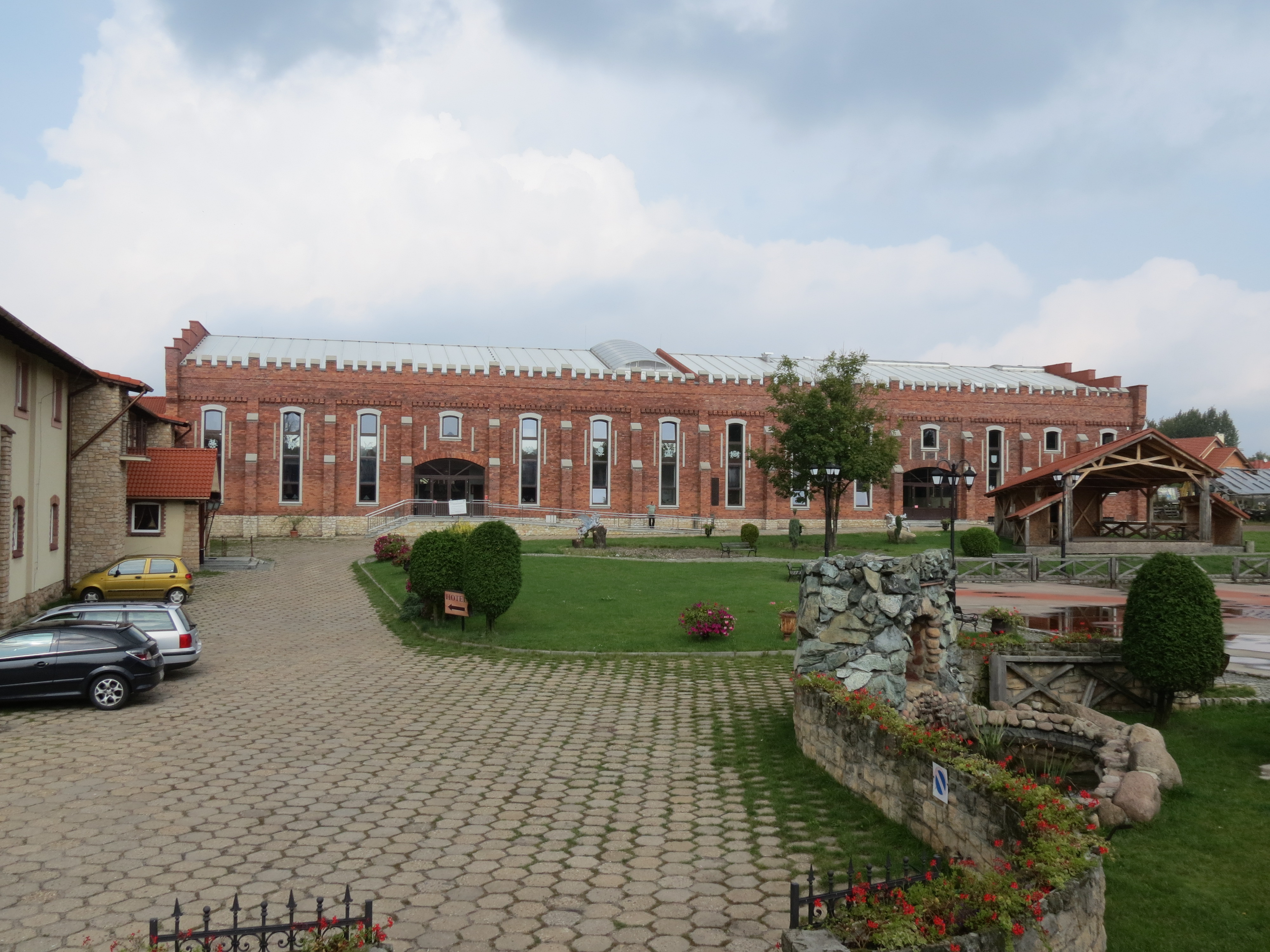
Овин
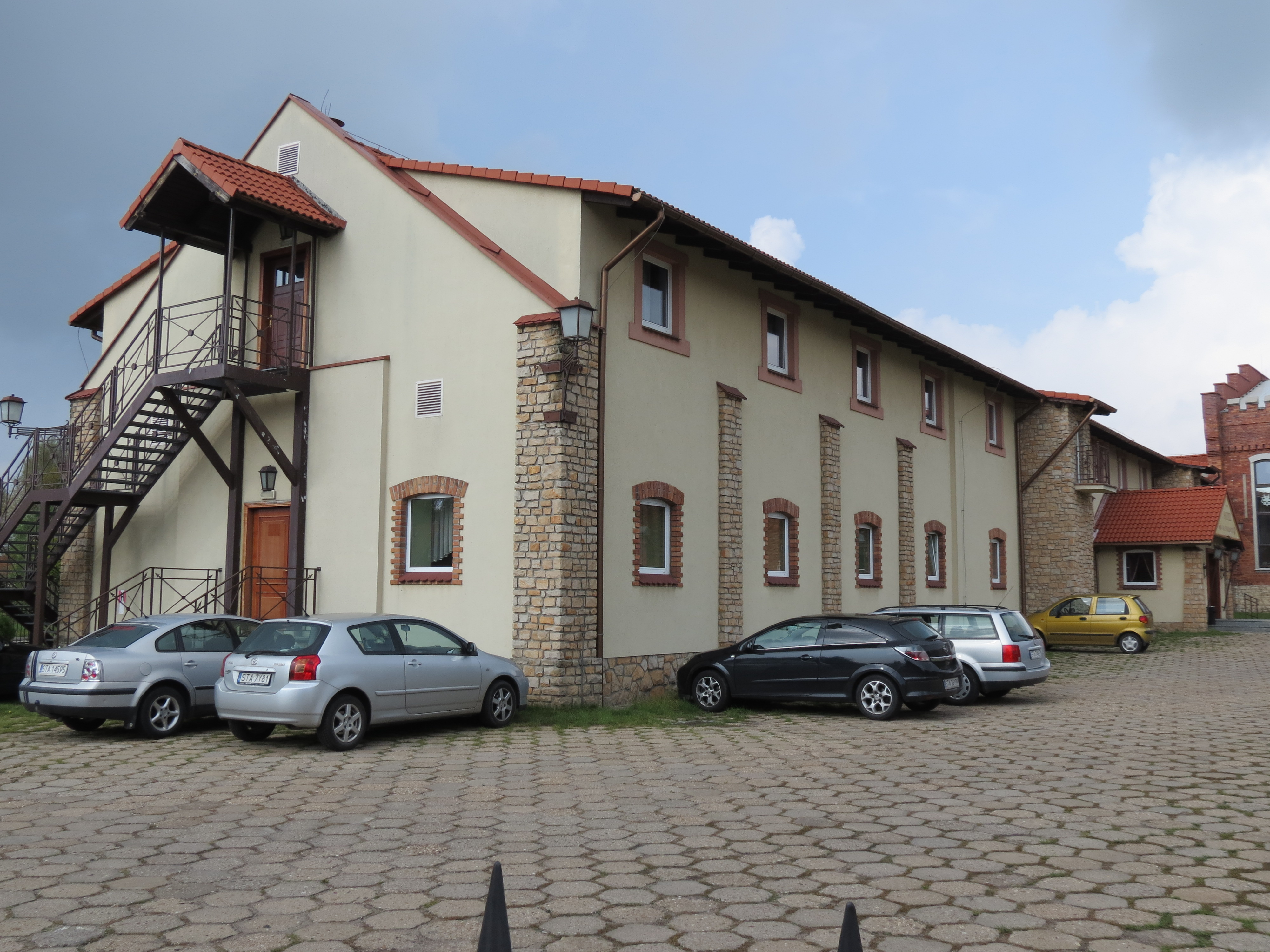
Обора (в наше время - гостиница)
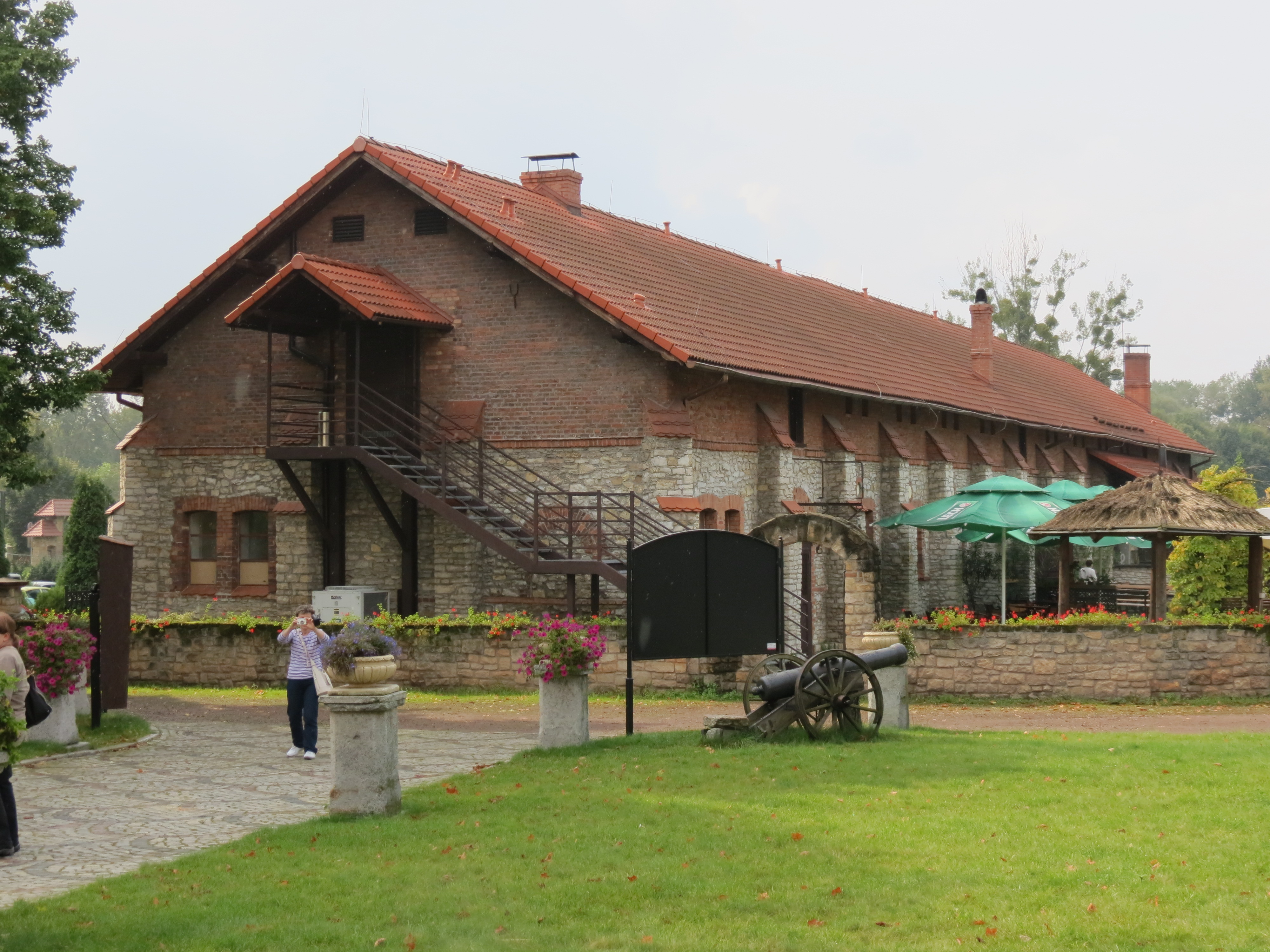
Конюшня (в наше время - трактир)